# Wilhelm z Noto
Wilhelm z Noto, właśc. wł. Guglielmo di Noto  (ur. ok. 1309 w Noto, zm. 4 kwietnia 1404 w Scicli) – włoski tercjarz franciszkański i pustelnik, błogosławiony Kościoła rzymskokatolickiego.

## Życiorys
Urodził się w 1309 roku w szlacheckiej rodzinie Buccherich na Sycylii. Mając 16 lat, został paziem na dworze króla Sycylii Fryderyka II Aragońskiego. W 1337 roku, podczas polowania Wilhelm został poważnie ranny osłaniając króla. Przewieziono go do Katanii, gdzie był leczony przez lekarzy królewskich. Gdy umierał, w wizji ukazała mu się św. Agata i powiedziała mu, że jeśli opuści dwór i będzie żył w samotności to wyzdrowieje. Następnego dnia ku zaskoczeniu lekarzy był całkowicie wyleczony. Opowiedział królowi o wizji, ten dał mu konia i pieniądze.
Wilhelm wstąpił do III Zakonu św. Franciszka i udał się do pustelni w pobliżu Noto do miejsca zwanego La Cella del Castello. Kilka lat towarzyszył innemu pustelnikowi i tercjarzowi św. Konradowi z Piacezny (1290-1351).
W 1345 roku udał się do Scicli, gdzie wybudował pustelnię, w której spędził resztę życia w surowej pokucie i ciągłej modlitwie.
Tam zmarł 4 kwietnia 1404 roku mając 95 lat. Został pochowany w miejscowym kościele.
Jego kult, jako błogosławionego, zatwierdził papież Paweł III w dniu 9 kwietnia 1537 roku.